# 克尼克

克尼克氏族的塔木加圖騰

克尼克，是烏古斯人的一個氏族。

## 起源
烏古斯人是中亞說突厥語的游牧民族，以部落為政治結構，分為兀出黑孛祖黑两支二十四個部落。根據烏古斯可汗傳說，克尼克是小兒子鼎吉斯旗下的部落。
在11世紀成書的突厥語大詞典把它列為烏古斯部落之首，但拉施德丁的史集把它列為最後一個。

## 克尼克與塞爾柱帝國
克尼克在歷史上著名因是塞爾柱帝國的皇族。在10世紀，部落領袖是杜卡克（綽號“帖木爾雅里克”、“鐵弓”）。隨後是塞尔柱·贝格，然後是葉護阿爾斯蘭·伊斯拉里。塞爾柱帝國由阿爾斯蘭的侄子图赫里勒·贝格和恰格勒·貝格兄弟建立，安納托利亞的羅姆蘇丹國是由阿爾斯蘭的孫兒蘇萊曼沙阿一世建立。
在塞爾柱帝國期間和13世紀的蒙古入侵期間，很多克尼克人遷移到安納托利。在奧斯曼帝國16世紀的官方記錄中，有81個定居點名為克尼克。雖然他們大部分被其他烏古斯部落所吸收，但仍有許多定居點的名字是克尼克。